# Franz Karl von der Leyen
 (septembre 2022).
Franz Carl von der Leyen und zu Hohengeroldseck (26 août 1736 † 26 septembre 1775) est un comte impérial allemand.

## Biographie
Il est le fils du comte Friedrich Ferdinand Franz von der Leyen (1709 † 1760) et de son épouse la comtesse Maria Charlotte Auguste von Hatzfeldt (1715 † 1774).
En 1761, après la mort de son père, il devint comte de la Leyen. Le 15 septembre 1765, il épousa Maria Anna von Dalberg. Le 26 septembre 1775, il meurt du typhus.
Il est le père de François-Philippe (1766; † 1829), de Charlotte  (1768; † 1832) et de Marie Sophie (1769; † 1834)